# Високе (Смолевицький район)
Високе (біл. вёска Высокае) — село в складі Смолевицького району Мінської області, Білорусь. Село підпорядковане Усяжській сільській раді, розташоване в центральній частині області.